# كونستانتين فون هوفلر
كونستانتين فون هوفلر (بالألمانية: Konstantin Höfler)‏ (26 مارس 1811 في ميمينجين في بافاريا-29 ديسمبر 1898 في براغ) هو مؤرخ في الكنيسة الألمانية ومؤرخ عام وشاعر.